# 周弘 (1952年)
周弘（1952年10月—），女，汉族，祖籍山东曲阜，生于北京，中国社会科学院欧洲研究所所长、研究员、学部委员。

## 生平
1992年毕业于美国布兰代斯大学比较历史学系毕业，获博士学位。2018年2月24日，当选为第十三届全国人大代表。